# L'Arminuta
L'Arminuta è un romanzo di Donatella Di Pietrantonio pubblicato nel 2017. 

## Storia editoriale
Nel 2017 il libro è stato vincitore del Premio Campiello, del Premio Segafredo Zanetti "Un libro un film", del Premio Alassio Centolibri - Un autore per l'Europa e del Premio Napoli.

## Trama
Il titolo, termine dialettale traducibile in la ritornata o la restituita, si riferisce alla protagonista, una tredicenne di cui non verrà mai detto il vero nome, che sul finire degli anni '70 viene improvvisamente rimandata alla famiglia d'origine dopo essere stata allevata da alcuni parenti, che ella credeva i suoi veri genitori; inizialmente lei pensa che Adalgisa, la sua madre adottiva, sia gravemente ammalata, e che l'abbia restituita ai suoi genitori biologici perché in procinto di morire.
Dopo un'infanzia agiata vissuta in una grande città (identificabile con Pescara), l'Arminuta si trova ad affrontare una vita aspra in un ambiente ostile: la famiglia d'origine è molto numerosa e povera, e la bambina è costretta a condividere spazi esigui coi fratelli e due genitori che non sanno comportarsi come tali. Solo la sorellina Adriana, il fratello maggiore Vincenzo e l'ultimo nato Giuseppe si distinguono, in modi diversi, in questa famiglia difficile, e solo con loro la tredicenne riesce a stabilire timide relazioni. Particolarmente difficile è invece il rapporto con la madre, anch'essa senza nome, donna disincantata e incapace di darle l'affetto che l'Arminuta desidera.
L'Arminuta tenta di riconnettersi alla sua vita precedente, cercando di dare una spiegazione alla sorte cui è stata sottoposta:  Adalgisa infatti continua a curarsi di lei a distanza, mandandole soldi, cibo e altri beni, evitando però di incontrarla direttamente. Intanto il suo rapporto con Adriana e Vincenzo si intensifica: in particolare il fratello maggiore, ribelle e scapestrato, non avendola vissuta fin dall'infanzia le dà pericolose attenzioni che sfiorano l'incesto. La sorellina, che pur nella sua semplicità si dimostra assennata e intelligente, sviluppa nei suoi confronti un vero e proprio attaccamento: è lei a rivelare all'Arminuta particolari importanti sulla sua famiglia, come il fatto che Giuseppe soffra di una forma di autismo.
Un'improvvisa tragedia sconvolge l'Arminuta: Vincenzo muore in un incidente di moto, gettando la madre in una profonda disperazione; paradossalmente è questo il momento in cui la donna e sua figlia riescono, seppur in minima parte, ad avvicinarsi, soprattutto quando una maciara cui la madre si è rivolta perché le alleviasse il dolore le rivela che l'Arminuta le darà soddisfazioni. La madre le racconta le circostanze per le quali l'ha ceduta all'Adalgisa: poveri in canna, i due genitori aspettavano già un altro bambino quando lei aveva solo sei mesi, e avevano ritenuto opportuno darla alla parente (che si credeva sterile) per garantire un futuro a tutti i loro figli; la scelta non era stata affatto indolore, e il bambino in grembo è morto dopo alcuni mesi, ma non era stato possibile tornare indietro.
Durante l'estate, anche grazie agli ottimi voti e all'aiuto della professoressa Antonietta Perilli (vero nome dell'insegnante della scrittrice, madre del cantautore Mimmo Locasciulli, a cui si è ispirata per il personaggio), che l'ha presa a cuore, viene deciso che l'Arminuta frequenterà il liceo classico nella città della sua infanzia, dove sarà ospite di alcuni amici di Adalgisa. Adriana, arrabbiata per l'allontanamento della sorella, le rivela d'impeto la verità: Adalgisa non è mai stata malata, ma aveva lasciato il marito per un altro uomo col quale aveva poi avuto anche un figlio (dimostrando che a essere sterile era lui); la separazione dei due aveva reso impossibile continuare a tenere l'Arminuta. La ragazza rimane sconvolta da questa rivelazione, soprattutto perché le diventa chiaro che in paese tutti a parte lei erano a conoscenza della verità; con uno stratagemma riesce allora a incontrare Adalgisa, con la quale ha uno spiacevole confronto. Da quel momento, tuttavia, la madre adottiva tenterà di recuperare il suo rapporto con lei, invitandola a uscire e cercando di introdurla gradualmente nella sua nuova famiglia.
L'Arminuta viene quindi invitata a pranzo nella casa al mare dove ha trascorso le sue vacanze durante l'infanzia, ora abitata da Adalgisa e il suo nuovo compagno Guido; la ragazza vi si reca con Adriana. Guido cerca inizialmente di apparire simpatico e accogliente, ma risulta subito chiaro come Adalgisa sia del tutto asservita alla sua autorità e al suo giudizio; quando il figlioletto neonato scoppia a piangere, l'uomo impedisce alla compagna di andare a controllarlo, e va su tutte le furie quando, con estrema naturalezza, è Adriana ad andare in suo soccorso, scoprendo che il bambino aveva una manina incastrata tra le sbarre della culla. Dopo questo episodio, che mette in luce l'ipocrisia borghese, l'Arminuta ha finalmente modo di lasciarsi alle spalle il passato, e andare con Adriana incontro a una nuova vita.

## Opere derivate
Dal romanzo è stato tratto l'omonimo spettacolo teatrale, realizzato e prodotto dal Teatro Stabile d'Abruzzo con la regia di Lucrezia Guidone. Lo spettacolo ha debuttato il 28 febbraio 2019 al teatro comunale di L'Aquila.
Il 21 ottobre 2021 esce nelle sale l'omonimo film diretto da Giuseppe Bonito.

## Edizioni
- Donatella Di Pietrantonio, L'Arminuta, Einaudi, 2017, ISBN 978-88-584-2485-8.